# 亨利·福特
亨利·福特（英語：Henry Ford，1863年7月30日—1947年4月7日），美国汽車工程師與實業家，1903年創立福特汽车公司。亨利·福特是世界上第一位將裝配線概念實際應用在工廠並大量生產而獲得巨大成功者。亨利·福特不是汽車或是裝配線的發明者，但他讓汽车在美國真正普及化。这种新的生产方式使汽车成为一种大众产品，它不但革命了工业生产方式，而且对现代社会和美國文化造成巨大的影响。
亨利·福特推出了福特T型车，帶來了運輸業及美國工業的革命。亨利·福特是福特汽車公司的老闆，由於福特T型车的暢銷，他也成為世界上最有錢及最廣為人知的人，不但如此，他並沒有跟其他小業主一樣拼命追逐資本，相反的，他帶來了福特主义：量產許多價廉的產品，且導入了組裝線生產的概念，這使汽車的製造過程更加自動化，從而降低了成本，讓普通人也能買得起汽車。並且給予工人高額的薪資。亨利·福特很有遠見，認為消費主義是和平的基礎。亨利·福特致力於系統化的降低成本，因此產生許多技術及商業的創新，包括可以在北美大部份地區及六大洲的大城市實施的加盟連鎖。亨利·福特將他大部份的財富都留給福特基金会，該基金指定在教育與科學研究等用途上。
亨利·福特在第一次世界大戰的第一年時即以和平主義的立場而廣為人知，但他也有反猶太主義著作《國際的猶太人》。

## 早期
福特的父母威廉和玛利·福特是来自爱尔兰科克郡的移民，祖籍则是英格兰萨默塞特郡，福特出生在1863年7月30日，出生在他父母拥有的、位于韦恩县格林菲尔德镇区（今已撤销）一座农庄上，他是六个孩子之长。他从小就对机械感兴趣。12岁时他花了很多时间建立了一个自己的机械坊，15岁时他亲手造了一台内燃机。
1876年其母去世，对他造成大的打击。其父原想亨利继承家业，但亨利对农场并无兴趣，后来他回忆说：“我对那座农场毫无感情，我只喜欢曾活在那座农场里的母亲”。1879年他离开家乡去底特律做机械师学徒工，学成后他进入西屋电气公司。1888年他结婚了。

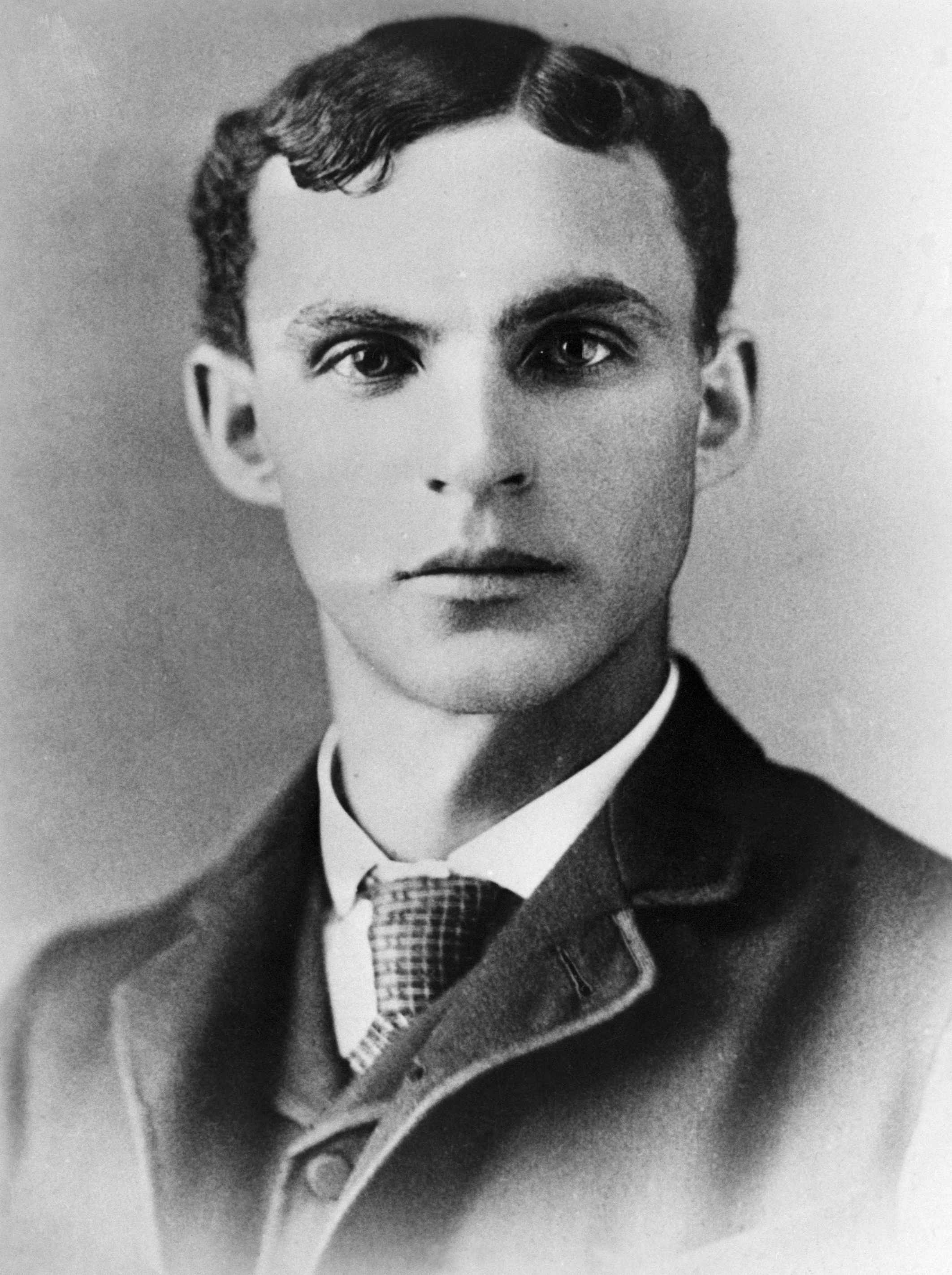
1888年，25岁的福特

1891年福特成为爱迪生照明公司的一个工程师。当他1893年晋升为主工程师后，他有足够的时间和钱财来进行他个人对内燃机的研究。1896年他制造了他的第一辆汽车，他将它命名为「福特Quadricycle」。
此后他与一些其他发明家离开爱迪生照明公司，他们一起在1899年8月5日成立了底特律汽车公司。但这家公司生產的汽車品質較差，價格較高，都不如福特的預期，後來在1901年1月結束。他让他的车与其他公司的车比赛来证明他的车的优良性。他的第二家自己的公司，亨利·福特公司的主要产品是他的赛车，1901年10月10日他甚至亲自开车获胜。但不久他的资助者就迫使他离开了亨利·福特公司，此后这家公司被改名为凯迪拉克。

## 福特汽车公司

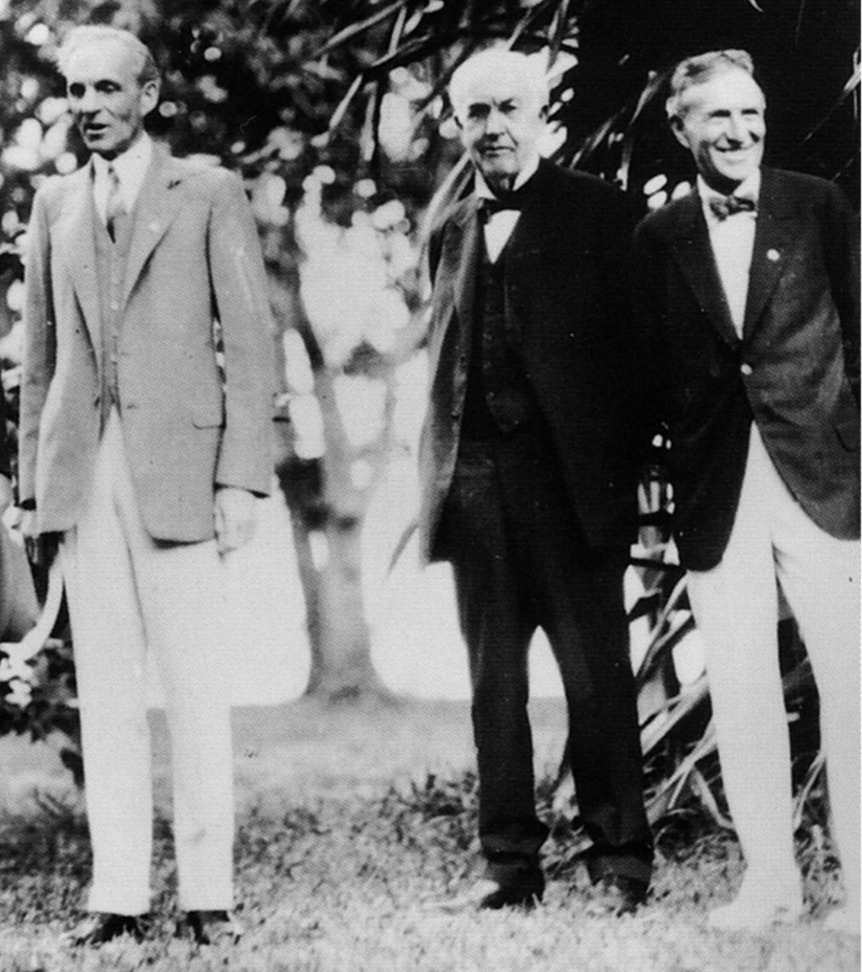
亨利·福特和愛迪生、哈维·凡士通，1929年2月11日拍攝於佛羅里達州的麥爾茲堡

福特与11位其他投资者以2.8万美元的资金于1903年建立了福特汽车公司。

### T型
1908年福特公司推出了福特T型车。从1909年至1913年，福特的T型在多次比赛中获胜。1913年由于对比赛的规则不满，福特退出了赛车运动。不过此时他也没有必要参加比赛了，因为T型已经非常出名。同年福特将流水线引入他的工厂，从而大幅提高了生产量，並首次引申出後來在工業上發揚光大的量產（Mass production）概念。1918年，在美国行驶的半数汽车是T型车。福特非常注意倡扬和保护T型的设计（福特说：“任何顾客可以将这辆车漆成任何他所愿意的颜色，只要它保持它的黑色。”）。这个设计一直被保持到1927年。到1927年福特一共生产了1500万T型车。直到45年后，这个世界纪录才被打破。
福特非常注意他与他的雇员的关系。他的雇员每天工作八小时。1913年时每天的薪金是5美元（对当时来说相当可观）。1918年T型的顶峰时期薪金被提高到每天6美元。在当时这是前所未闻的。此外福特还奖励雇员的发明创造，让他们分享他们的发明带来的赢利。
另一方面福特绝对反对工会。为了制止工会在他的工厂中活动，他特别雇人研究防止工会产生的方法。直到1941年在福特的工厂中才发生了第一次罢工。1945年福特离开他的公司时，工会才真正能够在他的工厂中立足。
1919年1月1日，福特将公司总裁的位置让给他的儿子埃兹尔·福特。尽管如此他依然是公司里的一号人物。在埃兹尔的任期内，很少没有过问过亨利就下的决定，而且那些没有过问过他的决定后来还往往被他取消了。此时，福特开始将其他投资者手中的股份买回，这使他和他的儿子成为公司的唯一拥有人。但这个决定给福特汽车公司带来了一定的打击。一战后的萧条迫使福特借巨款来买回他的股票。
1920年福特在巴西买了许多土地来种橡胶树，目的是为他的汽车生产轮胎。但这个行动的却导致了一次重大失败。1945年，当他将这些地卖出时，他蒙受了巨大的损失。
1920年中T型车的销售量开始减小。原因之一是其他汽车商引入了贷款购车的体系。而且其他车中的新型的机械系统是T型车所不具有的。尽管他的儿子埃兹尔·福特一再企图说服他，亨利·福特倔强地拒绝在T型车中加入新的系统（因为新系统使车价上涨，这样一来顾客就买不起车了），也拒绝引入贷款的体系（因为福特认为这个做法对经济不利）。

### A型和此后
1926年T型的出售量剧减使亨利·福特认识到他儿子一直在坚持的主意是对的：他们需要一个新的车型。亨利·福特主要从事发动机、车体和其他机械装置的设计，在这些方面他有丰富的技术经验。他的儿子主要进行外形的设计。埃兹尔·福特也克服了他父亲一开始的反对，引入了液压刹车系统。这个合作的结果是非常成功的福特A型车。自1927年十二月被引入後，到1931年就已生产了400万辆A型车。在1930年代時埃兹尔·福特也克服他父親對於財務公司的反對，由福特家族掌管的环球信用公司成為主要的汽車貸款公司。
亨利·福特一直对塑料很感兴趣，尤其对大豆制成的塑料非常感兴趣。1930年代中大豆塑料在福特车中处处可见。1942年1月13日福特报了一辆几乎全部由塑料组成的车的专利。它比一般车要轻30%，据说可以承受一般车10倍的冲击力。但这辆车从未被生产出来。
1943年5月26日埃兹尔·福特逝世，公司总裁的职位无人占领。亨利·福特与埃兹尔·福特的遗孀在谁继承这个职位的意见不一。最后亨利·福特亲自当职。此后两年中福特公司的情况非常困难，每月的损失达1千万美元。美国总统富兰克林·德拉诺·罗斯福甚至考虑联邦出钱资助福特度过难关，来保证战时的生产。福特雖然是和平主義者，但是他看到納粹在歐洲的所作所為之後，同意加入美軍戰時工廠系統，利用在密西西比河旁邊500公頃土地建造飛機工廠，此飛機工廠造出了二戰轟炸機最多的架數的轟炸機---統一B-24解放者轟炸機。
在戰爭結束之後，福特漸漸的把公司權利移交至孫子亨利·福特二世身上，當時的亨利二世已經大學畢業，擔任福特車廠的設計畫家。亨利二世在福特過世之後把福特T型車和A型車的設計圖撕毀，重新製造了新型車。

## 德宝独立报
亨利·福特将他的总裁地位让给他儿子后用了不少时间来关注他1919年购买的《德宝独立报》（The Dearborn Independent）。这份报纸一共出版了八年。在这段时间里该报发表了第一篇关于《犹太长老秘密会议纪要》的文章（不是福特写的）。后来这个“纪要”被几乎所有的历史学家认作是一个谎言。美国犹太人历史社团称福特这段时间的思想是“反移民、反工会、反酒和反犹太人”。
福特以他自己的名字於該报中发表了数篇反犹太人的文章。1920年代初这些文章被综合编辑成一部题为《国际犹太人，世界上最紧迫的问题》的四卷著作。这些文章虽然反对对犹太人的迫害和殘暴，但将许多这样的事件歸罪于犹太人自己。这些文章有多个作者，包括福特多年的秘书。虽然福特本人并未持笔，作为报纸的出版商这些文章当然都要经过福特本人的同意。
1927年十二月福特关闭了《德宝独立报》。后来他反悔“国际犹太人”、“纪要”等文章。1942年1月7日福特写了一封公开信表示他反对对犹太人的仇恨以及他希望反犹太再也不出现。但一些人声称这封信并不是福特写的，他也并未署名，他对这些问题从未真正道歉。今天反犹太主义和新纳粹组织在他们的网站上依然引用他的这些文章。

## 勾結納粹黨
一些迹象顯示亨利·福特在阿道夫·希特勒参加政治的初期曾资助过希特勒。一些德国人称在20年代收到过福特给希特勒的捐款。但1933年美国国会的调查并未能够确定真的有捐款流向德国。
第二次世界大战爆发前，福特汽车公司参加德国的军事建设。比如：1938年该公司在柏林开了一个组装厂为德国陆军提供卡车。当年七月福特被授予德意志之鷹大十字勳章，福特是获得这个勋章的第一个外国人。授勋的原因是福特“使汽车成为一个大众商品所作出的先驱工作”。希特勒亲自写了一封祝贺信。

## 福特基金会
亨利·福特与他的儿子埃德塞尔一起于1936年在密歇根州创立了福特基金会。一开始它是一个地区性的福利机构，其目的是广泛地促进人类福利。该基金会发展极快，到1950年它已经成为一个国家性和国际性组织。

## 最后两年
战争结束时福特已经病得很重了。1945年9月21日他让位给他的孙子亨利·福特二世。1947年4月8日他逝世于德宝，享壽83岁，葬于底特律的福特墓地。